# Prempeh
Prempeh I, también llamado Kwaku Dua III Asamu fue un rey ashanti que defendió a su pueblo de la invasión inglesa en 1893. Fue capturado y perdonado por Robert Baden-Powell y exiliado posteriormente a las islas Seychelles. En 1924 fue perdonado del destierro y regresó a Ghana como ciudadano privado. Dejó como herencia al escultismo, el apretón de mano izquierda.

## Escultismo
Una de las leyendas atribuida a Prempeh es el saludo de mano izquierda; varias versiones de estas historias se centran en los guerreros Africanos, que usaban su mano izquierda para sostener sus escudos, y bajarlos significaba que confiaban en los otros. El Apretón de Mano Izquierda era usado por los Krobos, una unidad especial de los Ashantis. Prempeh se volvió un miembro fundador y presidente del Escultismo en Ghana en 1919.[cita requerida]
- Datos: Q437100
- Multimedia: Prempeh I / Q437100